# Daniela Boschinowa
Daniela Stojanowa Boschinowa (gebräuchliche Transliteration Daniela Stoyanova Bozhinova, bulgarisch Даниела Стоянова Божинова; * 27. November 1960 in Burgas, Bulgarien) ist eine bulgarische Bürgerrechtlerin und Politikerin der Partei Grüne Bewegung. Sie spricht neben ihrer Muttersprache noch Englisch, Arabisch, Russisch, Deutsch, Italienisch und Französisch. Boschilowa arbeitet auch mit internationalen Vereine und Organisationen wie der Mehr Demokratie e.v. und Democracy International zusammen.

## Leben
Daniela Boschinowa wurde in der Hafenstadt Burgas geboren, wo auch sie ihre schulische Ausbildung mit dem Abschluss des englischen Gymnasiums „Geo Milew“ beendete. Danach zog sie in der bulgarischen Hauptstadt, wo sie an der Sofioter St.-Kliment-Ohridski-Universität Arabistik und Anglistik studierte. Nach ihrem Studium beendete sie Weiterbildungsstudium im Völkerrecht und Außenwirtschaft an der Universität für National- und Weltwirtschaft. Nach ihrem Studium arbeitete sie in mehreren nordafrikanischen Ländern.
Nach dem Fall des Kommunismus in Bulgarien gründete sie Anfang der 1990er Jahre den Verein „Bulgarische Vereinigung zur Förderung der Bürgerinitiative“ (bulg. Българско сдружение за насърчаване на гражданската инициатива) mit Sitz in ihrer Heimatstadt und dessen Vorsitzsenderin ist. Mit dem Verein setzte sie sich in mehr als 30 Projekte für mehr Bürgerrechte und für die Grüne Bewegung ein, darunter gegen den Bau der Burgas-Alexandroupolis-Ölpipeline, für den Zugang bei öffentlichen Gebäuden für Behinderte und für mehr Direkte Demokratie. 2006 gewann sie als erste bulgarische Bürgerin ein Gerichtsverfahren gegen den bulgarischen Staat, speziell gegen die Gemeinde Burgas für die Weigerung der Informationsherausgabe.
Sie war einer der Mitorganisatorin der in Burgas und Pomorie stattgefundenen Referenden gegen den Bau der Pipeline. Dieses Engagement brachte ihr 2009 eine Teilnahme am Fulbright-Programm ein.
2009 kandidierte sie erfolglos von der Liste der Partei Selenite für das Europaparlament. Ende 2011 wurde sie Vizepräsidentin von Democracy International.
Ende 2011 wurde sie für den Posten des Bürgerbeauftragten (Ombudsmann) der Gemeinde Burgas vorgeschlagen. Sie unterlag jedoch bei der Wahl im Gemeinderat mit 13 zu 32 Stimmen gegen den bisherigen Amtsinhaber, der Jurist Tanjo Atanassow. Da jedoch Atanassow die benötigte Zweidrittelmehrheit vom 34 Stimmen verfehlte, wurde ein weites Verfahren notwendig. Im Juni 2012 kandidierte Boschilowa für den Posten.